# هو تان تای
هو تان تای (انگلیسی: Hồ Tấn Tài؛ زادهٔ ۶ نوامبر ۱۹۹۷) بازیکن فوتبال اهل ویتنام است.
از باشگاه‌هایی که در آن بازی کرده‌است می‌توان به باشگاه فوتبال بکامکس بین دونگ اشاره کرد.
وی همچنین در تیم‌های ملی فوتبال زیر ۲۳ سال ویتنام، و ویتنام بازی کرده‌است.